# Гостивар (футбольный клуб)
«Гостивар» (макед. ФК Гостивар, алб. KF Gostivari) — македонский футбольный клуб из одноимённого города Гостивара. Клуб основан в 1998 году. По итогам сезона 2012/2013 команда заняла второе место во Второй лиге и вышла в Первую лигу. Домашние матчи команда проводит на «Городском стадионе» в Гостиваре.

## Достижения
- Второе место во Второй лиги Македонии — 2012/2013